# Остье
Остье — деревня в Смоленском районе Смоленской области России. Входит в состав Новосельского сельского поселения.
Расположена в западной части области в 24 км к северо-западу от Смоленска, в 2 км юго-западнее автодороги Р133 Смоленск — Невель. В 14 км южнее деревни расположена железнодорожная станция Куприно на линии Смоленск — Витебск.

## История
В 1868 году Остье упомянуто (с приведением своих иных названий — Остя, Коваленцы и Ковалевцы) как казённая деревня «при колодце» в составе Поречского уезда, входящего в Смоленскую губернию, в книге Списки населенных мест Смоленской губернии по сведениям 1859 года.
В делах Государственного архива Смоленской области за 1917—1921 гг. приведено ещё одно дополнительное название Остья — Ковальцы.
В годы Великой Отечественной войны деревня была оккупирована гитлеровскими войсками в июле 1941 года, освобождена в сентябре 1943 года.

## Внешние ссылки
- Смоленская губерния : ... по сведениям 1859 года. - 1868.